# Goshta (huyện)
Goshta là một huyện thuộc tỉnh Nangarhar, Afghanistan. Dân số thời điểm năm 1999 là 14,351 người.